# Сагкаев, Валерий Алексеевич
Вале́рий Алексе́евич Сагка́ев (осет. Сагкаты Алексейы фырт Валери; 14 января 1951, Ткибули, Грузинская ССР, СССР — 16 февраля 1992, Транскам, Республика Южная Осетия) — осетинский советский певец, автор песен, поэт, композитор, народный артист Северной и Южной Осетии.

## Биография

### Юность
Валерий Сагкаев родился 14 января 1951 года в Ткибули. В раннем детстве лишился отца. После чего вместе с матерью и двумя братьями жил очень бедно. В возрасте двенадцати лет они с матерью переехали в Цхинвал. Мама устроилась работать уборщицей, Валера же пошёл учиться в вечернюю школу, другого образования семья не могла себе позволить.
В юности пел на школьных вечерах, среди товарищей, на цхинвальском заводе «Эмальпровод». На  этом заводе, в 1964—1965 годах Сагкаев работал в группе самодеятельности. По мнению художественного руководителя государственного камерного оркестра Южной Осетии Л. Чехоева, его голос уже тогда выделяли тембр, диапазон, сила. На одной из школьных олимпиад шестнадцатилетний Сагкаев в сопровождении духового оркестра исполнял «Бухенвальдский Набат» без микрофона . Молодой Сагкаев был поклонником творчества Владимира Высоцкого, часто пел его песни, подражая его манере исполнения.
Проявлял себя в художественной деятельности. Сохранились наброски, выполненные его рукой. Кроме карандаша или грифа он ничем не пользовался.

### Ранние годы

Валерий Сагкаев

В 1970 году Сагкаев поступил в Цхинвальское музыкальное училище (ЦМУ) на отделение вокала, где с головой окунулся в атмосферу творчества. Его преподавателем был композитор Феликс Алборов (чьим именем позже было названо училище). Репертуар молодого певца уже на втором курсе включал оперные партии, среди которых ария-речитатив из «Ксеркса» Генделя, ария Ибрагима из «Фатимы», Таймураза из «Азау», русские романсы Рахманинова, Чайковского, Даргомыжского. Будучи ещё студентом ЦМУ, он завоевал вторую премию на фестивале вокалистов в Тбилиси.
После окончания с отличием ЦМУ следующим этапом жизни Валерия Сагкаева должна была стать Тбилисская консерватория, где его прослушали. Но по разным причинам, не получив необходимой поддержки, студентом Тбилисской консерватории он не стал. Главным для себя он считал иметь возможность петь. По свидетельству друга певца и барда Валерия Авагимова, они нередко вместе выступали в воинских частях, школах, подрабатывали концертами, жил он бедно.
В 1977 году Валерия Сагкаева заметили на конкурсе политической песни в Пицунде. Он готовился выступить с песней «День Победы», но за два дня до конкурса выяснилось, что Тамара Гвердцители тоже остановила свой выбор на этой композиции. Сагкаев уступил ей, взяв «Бухенвальдский набат» В. Мурадели. Тогда он не занял первого места, но стал лауреатом конкурса, что тоже по тем временам было большой победой. Спустя в 1980 году Сагкаев стал лауреатом всесоюзного конкурса эстрадной песни.

### Становление
В середине 1960-х годов в Юго-Осетинском государственном педагогическом институте был создан вокально-инструментальный ансамбль «Айзæлд» («Звучание»). В нём собрались лучшие молодые музыканты Цхинвала. Через короткое время Сагкаев стал одним из его ведущих вокалистов. В его репертуар входили осетинские, русские и зарубежные эстрадные песни. Позже он стал одним из ведущих певцов вокально-инструментального ансамбля «Бонвæрнон» («Утренняя звезда») и Юго-Осетинского государственного ансамбля песни и танца «Симд». В этих двух ансамблях талант Сагкаева начал получать широкое признание. Также участвуя в них он побывал на гастролях по всему СССР.
Важным поворотным моментом в жизни Сагкаева стало его знакомство с режиссёром Северо-Осетинского телевидения, Эммой Торчиновой. Благодаря ей он стал выступать на телевидении, участвовать в концертах, сниматься в клипах, его стали узнавать на улице. Вскоре они вместе подготовили цикл песен на стихи Коста Хетагурова. Телезрители Северной Осетии имели возможность услышать эти песни в июне 1991 года в передаче республиканского телевидения «В песне боль моя и радость».
До последних дней Сагкаев работал в Северо-Осетинской государственной филармонии. Он был её солистом.

### Последние дни и гибель

Карандашный набросок, сделанный певцом незадолго до гибели

В феврале 1992 года у находившегося в Цхинвале Валерия Сагкаева были запланированы концерт и запись передачи во Владикавказе. Из-за плохой погоды (в горах шёл снег) поездка дважды откладывалась. 16 февраля Сагкаев выехал из Цхинвала по единственной ведущей во Владикавказ Транскавказской автомагистрали. Погиб под лавиной. Вместе с ним в машине погиб двукратный чемпион СССР по тяжёлой атлетике Гри Кочиев. Всего же в тот день под лавиной погибло более двадцати человек.

### Личная жизнь
Жена — Луиза Арчиловна Джапаридзе, дочери — Хатуна и Екатерина.

## Творчество

Валерий Сагкаев на выступлении в школе

Сагкаев часто давал бесплатные концерты: пел в Доме инвалидов и престарелых, в школах и вузах, санаториях.
В репертуаре Сагкаева были песни на разных языках, которые он исполнял без акцента.
В репертуаре Валерия Сагкаева было более восьмидесяти песен. Однако одна из них — «Мæ Ирыстон» (Моя Осетия) — обрела особую популярность. Песня, которая, по словам председателя Союза композиторов Северной Осетии Ацамаза Магкоева, является сегодня одной из лучших культовых песен об Осетии, была создана в 1983 году. Музыку на слова поэтессы Людмилы Галавановой к ней написал композитор Тимур Харебов.

## Память

Портрет Валерия Сагкаева, нарисованный после его смерти художником Эльбрусом Саккаевым

Во Владикавказе 24 июля 1992 года в актовом зале Доме искусств прошёл вечер памяти Валерия Сагкаева. На вечере Председатель Верховного Совета Северной Осетии Ахсарбек Галазов объявил о том, что Валерию Сагкаеву будет присвоено звание народного артиста Северной Осетии.
16 февраля 2011 года в зале заседаний Правительства в Цхинвале, а затем 18 февраля во Владикавказе состоялся концерт его памяти «Реквием путника». В нём приняли участие многие известные исполнители Осетии, а также ансамбль «Бонвæрнон», солистом которого был сам Валерий Сагкаев. Средства вырученные от продажи билетов были переданы семье певца.
За заслуги в области музыкальной культуры Осетии и личный вклад в национальное песенное искусство ему также присвоено звание «Народный артист Республики Южная Осетия».
Именем Валерия Сагкаева названа улица в Цхинвале.